# Ferencváros
Ferencváros (niem. Franzstadt) – dziewiąta dzielnica stolicy Węgier, Budapesztu.

## Nazwa i położenie
Dzielnica Ferencváros znajduje się na południowym przedmieściu Pesztu, a jej nazwa wywodzi się od imienia króla Franciszka II Habsburga, koronowanego na króla Węgier 4 grudnia 1792 roku. W wolnym tłumaczeniu na język polski Ferencváros oznacza Franciszkogród.

## Historia
Rozwój dzielnicy datuje się na koniec XVIII wieku. W 1799 oraz 1838 r. Ferencváros ucierpiał w wyniku powodzi i wylewu rzeki Dunaj.
W drugiej połowie XIX w. dzielnica przeszła proces industrializacji, dzięki czemu zbudowano m.in. pięć młynów, rzeźnię (największą na Węgrzech) oraz wielką halę targową (Nagycsarnok).

## Ferencváros obecnie

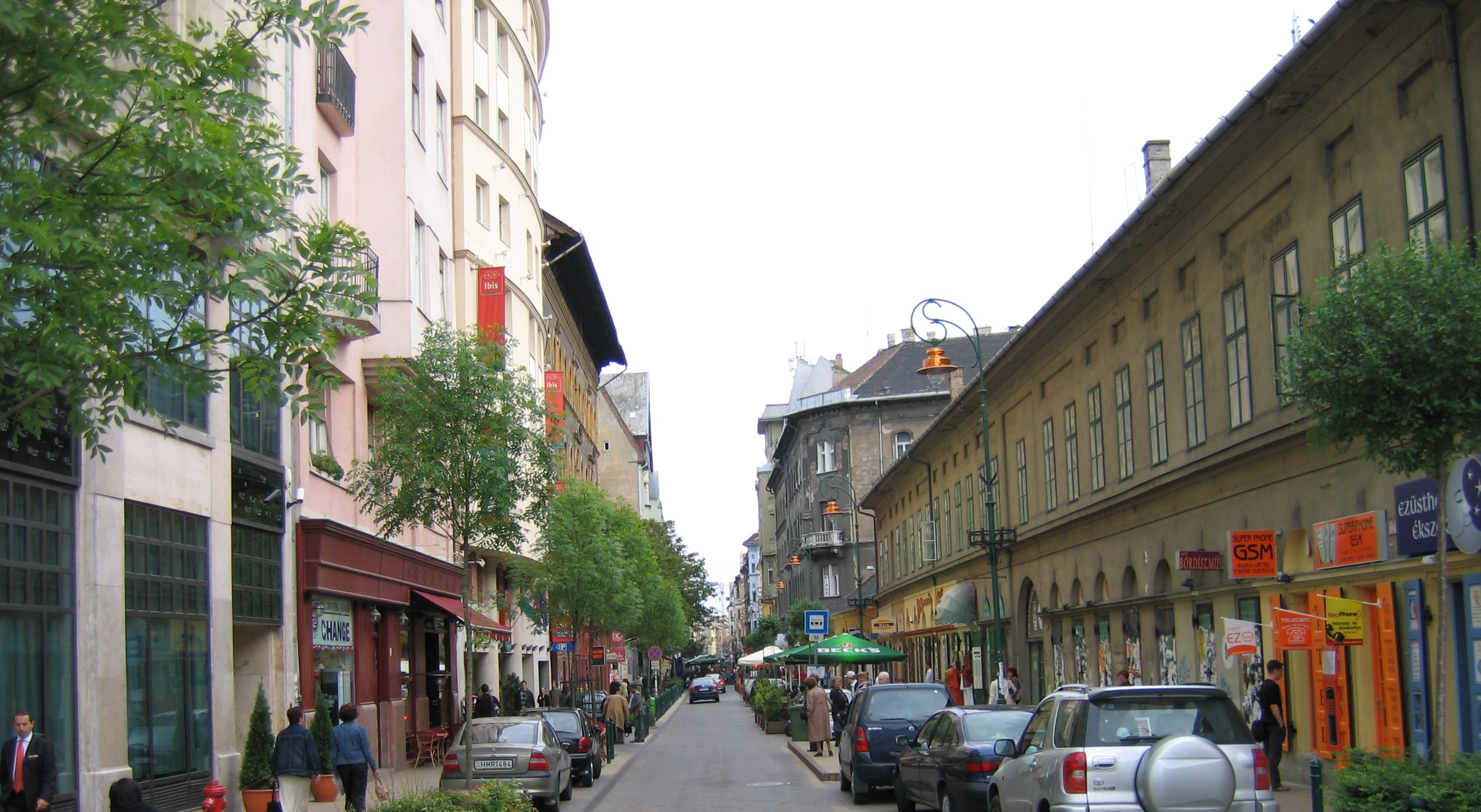
Jedna z ulic Ferencvárosu

Dzielnica miała od lat charakter robotniczy, jednak w ostatnich latach na masową skalę wykonano projekt renowacji budynków, dzięki czemu Ferencváros stał się jedną z najbardziej atrakcyjnych lokalizacji Budapesztu.
Populacja dzielnicy wynosi 60 323 mieszkańców (stan na 2003 rok), w tym mniejszości narodowe takie jak: Niemcy, Bułgarzy, Słowacy, Serbowie oraz Chorwaci.
W IX dzielnicy znajdują się dwa budapeszteńskie uniwersytety (Uniwersytet Corvinusa i Uniwersytet Medyczny im. Semmelweisa), na których łącznie uczy się ponad 30 000 studentów, w tym studenci z Afryki, Indii, a także innych krajów świata (głównie z Niemiec i Turcji).

## Sport
W dzielnicy Ferencváros swoją siedzibę ma klub Ferencvárosi TC, z utytułowanymi sekcjami piłki nożnej i ręcznej.

## Zabytki
- kościół kalwinistyczny na Kálvin tér (Plac Kalwina)
- Uniwersytet Korwina w Budapeszcie
- Muzeum Sztuki Stosowanej w Budapeszcie
- Teatr Narodowy

## Miasta bliźniacze
- Sfântu Gheorghe
- Kanjiža
- Kráľovský Chlmec